# Ingmari Lamy
Ingmari Lamy, född 5 augusti 1947, är en svensk fotomodell, skådespelare och konstnär.
Lamy debuterade som fotomodell 1967 och har bland annat arbetat för Yves Saint Laurent och varit modell för flera Vogueomslag under 1960- och 1970-talen.